# 春日大島
春日 大島（かすが の おおしま、生没年不詳）は、古代日本の人物。父は春日市河。子孫に山上氏や井代氏がいる。